# 円卓の騎士物語 燃えろアーサー
『円卓の騎士物語 燃えろアーサー』（えんたくのきしものがたり もえろアーサー）は、『アーサー王物語』を基にしたテレビアニメである。本稿では、続編の『燃えろアーサー 白馬の王子』（もえろアーサー はくばのおうじ）についても、あわせてここで扱う。

## 概要
円卓の騎士物語 燃えろアーサー
1979年9月9日から1980年3月30日まで放映。全30話。
原作である『アーサー王物語』をベースとし円卓の騎士の活躍を描く。聖剣「エクスカリバー」も登場。魔女・メデッサという敵ボスも用意された。
イギリスの伝説的王であるアーサー王と円卓の騎士の物語『アーサー王物語』を下敷きにしたアニメとして東映動画で製作され、ともにフジテレビ系列（一部地域を除く）で毎週日曜19:00 - 19:30に放映された。
この枠でずっと続いて来たSF路線を転換し、日本人には馴染みのない中世ヨーロッパを舞台に剣と魔法のファンタジーを描く野心的な企画である。企画の根底にはフランスでヒットした『UFOロボ グレンダイザー』の存在があり、同作と同じく輸出市場を狙ったものである。しかし日本での人気は奮わず『円卓の騎士物語』は1年間の予定が短縮され、全30話で放映を終了した。
燃えろアーサー 白馬の王子
1980年4月6日から9月21日まで放映。全22話。
アーサーが身分を隠し、ブリターニュから来た流れの剣士と称して、人生を「ぶっとく生きる」と公言する無頼漢・ボスマンの仲間となって諸国を漫遊。各地に出没する空賊「ザイキング」を退治をする物語。戦う時は鎧を装備して「白馬の王子」を名乗り、ボスマン達にも正体を隠している（最終回近くでは明らかにする）。終盤、トリスタン、ランスロットなどもゲストという形でアーサーの加勢に登場している。
正体を隠したアーサーが旅をしつつ、空飛ぶザイキングシップで各地を蹂躙する「北の魔王ザイキング」の軍勢と戦う『白馬の王子』へとリニューアルされた続編。櫂とプロペラによる人力で飛行するザイキングシップや、ガトリング式の連射弓など奇想天外なウェポンや、甲冑や剣など騎士装備一式を背負ったまま、アーサーに随伴する白馬ペガサス（普段は姿を見せないが口笛で呼ぶと何処からとも無く現れる）など、前作に比較するとかなり荒唐無稽な描写が目立つ。プロデューサーの勝田稔男も同作の路線変更について、「本当、あれは苦しかったですよ。どんな方向がいいか、自分でも試行錯誤しながらやっていた、と言う感じです」と語る。
新シリーズでは普段はお調子者を演じているアーサーが、ボスマン他、仲間が危機に陥ると甲冑に身を包み兜で顔を隠した「白馬の王子」として現れる変身ヒーロー的な勧善懲悪ストーリーになったものの視聴率は回復に至らず、本シリーズをもって1972年の『マジンガーZ』以来続いたフジテレビ日曜19:00枠での東映動画制作アニメ枠は『Gu-Guガンモ』の開始まで4年間の休止となる。
『円卓の騎士物語』は若桜木虔により単巻でノベライズされ、文化出版局より1980年12月10日にポケットメイツ文庫として刊行されている。

## あらすじ
円卓の騎士物語 燃えろアーサー
ログレス七王国の国王ユーゼルとラビックはともにログレス統一を目指していたが、その目的は異なっており、そのことでラビックは不満を抱いていた。そんなある夜、ラビックの元を魔女メデッサが訪れ、魔力で取り寄せたバン王の剣を使ってユーゼルとその子アーサーを殺害し、その罪をバン王になすりつけるよう唆した。ラビックは言われるままに黒騎士団とともにキャメロット城を襲い、ユーゼルと王妃イグレインを殺害したが、アーサーは予言者マーリンによって助け出され、元騎士エクターの元に預けられた。12年後、アーサーは聖なる剣を引き抜いたことで王子としてキャメロット城に戻る。そして宿敵ラビックとの戦いに身を投じていくことになる。
燃えろアーサー 白馬の王子
ログレス七王国に平和はもたらされたが、海の向こうではザイキングによって人々が苦しめられていた。それを知ったアーサー王子はザイキングを退治することを決意する。だが力を貸してくれるはずのグック船長はザイキングによって殺害されていた。その場に居合わせたボスマンとピートは、グック船長の残した宝を探す旅に出ることにする。アーサーは身分を隠してボスマンたちと手を組み、時に白馬の王子となって敵と戦いながら旅を続けていくことになった。

## 声の出演
- アーサー王子 - 神谷明
- 湖の騎士 ランスロット - 玄田哲章
- 竪琴の騎士 トリスタン - 井上真樹夫
- ガラハッド王子 - 喜多道枝
- パーシバル - 長堀芳夫
- ギネビア姫 - 潘恵子
- ケイ - 田中秀幸
- エクター - 永井一郎
- マリーネ - 横沢啓子
- フィーネ - 間嶋里美
- エレイン - 山口奈々
- ユーゼル王 - 柴田秀勝
- イグレイン王妃 - 坪井章子
- マーリン / 緑の騎士 - 久松保夫
- ラビック王 - 田中崇[2]
- レオグランス王 - 伊武雅之
- ペリノア - 古川登志夫
- ガスター - 内海賢二
- キラーセン - 広瀬正志
- 大司教、ナーシアンス - 宮内幸平
- 魔女メデッサ - 弥永和子
- 魔女メディア - 小山茉美

『燃えろアーサー 白馬の王子』から登場
- ボスマン - 大塚周夫
- ピート - 山本圭子
- サンデー - 田の中勇
- バロン - 戸谷公次
- 北の魔王 - 田中崇

## スタッフ
- 企画 - 別所孝治[3]（フジテレビ）、春日東（旭通信社）
- プロデューサー - 勝田稔男[4]（東映動画）
- 製作担当 - 佐伯雅久
- 原作 - トーマス・マロリーより 御厨さと美
- 音楽 - 田辺信一
- キャラクターデザイン - 野田卓雄
- 美術デザイナー → チーフデザイナー - 辻忠直（『円卓の騎士物語』） → 内川文広（『白馬の王子』）
- チーフディレクター - 明比正行（『円卓の騎士物語』）
- 撮影 - 白井久男
- 録音 - 二宮健治
- 編集 - 田中修
- 効果 - 森賢一
- 選曲 - 宮下滋
- 記録 - 池田紀代子、原芳子
- 現像 - 東映化学
- 製作 - 東映、旭通信社

## 音楽
同じ放送枠で『UFOロボ グレンダイザー』以来ずっと音楽を担当していた菊池俊輔が続けて主題歌を作曲したが、編曲も担当したのは第1作のOPのみで、BGMは田辺信一に任せることになった。
主題歌・挿入歌の編曲で参加している武市昌久（別名「いちひさし」「市久」）は当時、様々なアニメや特撮作品で多彩な作品で編曲をこなし、『機動戦士ガンダムII 哀・戦士編』では一部のBGM（シンセサイザー使用曲）の作曲も担当した。
歌唱はささきいさお、水木一郎、堀江美都子、大杉久美子という、いわゆるアニソン四天王が各1曲、担当した。
第1作の挿入歌の初出は4曲入りEPレコード（CH-98、日本コロムビアより1980年1月発売）である。

### 主題歌・挿入歌
円卓の騎士物語 燃えろアーサー
オープニングテーマ
「希望よそれは」
作詞 - 関根栄一 / 作曲・編曲 - 菊池俊輔 / 歌 - ささきいさお、こおろぎ'73
エンディングテーマ
「花のなかの花」
作詞 - 関根栄一 / 作曲 - 菊池俊輔 / 編曲 - 武市昌久 / 歌 - 堀江美都子、こおろぎ'73
挿入歌
「友よ」
作詞 - 関根栄一 / 作曲 - 中村泰士 / 編曲 - 武市昌久 / 歌 - 神谷明
「はじめての恋唄」
作詞 - 関根栄一 / 作曲 - 中村泰士 / 編曲 - 武市昌久 / 歌 - 日高美子
燃えろアーサー 白馬の王子
オープニングテーマ
「おれはアーサー」
作詞 - 保富康午 / 作曲 - 菊池俊輔 / 編曲 - 田辺信一 / 歌 - 水木一郎、コロムビアゆりかご会
エンディングテーマ
「旅すりゃ友達」
作詞 - 保富康午 / 作曲 - 菊池俊輔 / 編曲 - 田辺信一 / 歌 - 大杉久美子、こおろぎ'73、コロムビアゆりかご会

## 各話リスト

### 円卓の騎士物語 燃えろアーサー
| 話数   | 放送日        | サブタイトル           | 脚本     | （絵コンテ） 演出         | 作画監督 | 美術     |
| ------ | ------------- | ---------------------- | -------- | ------------------------- | -------- | -------- |
| 第1話  | 1979年 9月9日 | 風雲児アーサー         | 馬嶋満   | 明比正行                  | 野田卓雄 | 辻忠直   |
| 第2話  | 9月16日       | 輝けキャメロットの星   | 馬嶋満   | 勝間田具治                | 鈴木康彦 | 伊藤岩光 |
| 第3話  | 9月23日       | 湖の騎士・ランスロット | 馬嶋満   | 落合正宗                  | 菊池城二 | 山口俊和 |
| 第4話  | 9月30日       | 竪琴の騎士・トリスタン | 馬嶋満   | 福島和美                  | 菊池城二 | 山口俊和 |
| 第5話  | 10月7日       | 勇気ある少年ガラハッド | 馬嶋満   | 明比正行                  | 菊池城二 | 伊藤岩光 |
| 第6話  | 10月14日      | 神剣エクスカリバー     | 馬嶋満   | （勝間田具治） 蕪木登喜司 | 菊池城二 | 山口俊和 |
| 第7話  | 10月21日      | 槍の名人パーシバル     | 馬嶋満   | 松浦錠平                  | 菊池城二 | 辻忠直   |
| 第8話  | 10月28日      | 5人の若き騎士たち      | 馬嶋満   | 大町繁                    | 篠田章   | 伊藤岩光 |
| 第9話  | 11月4日       | 黒い狐・ペリノア       | 馬嶋満   | 福島和美                  | 菊池城二 | 伊藤岩光 |
| 第10話 | 11月11日      | 炎の中の王子           | 中野顕彰 | 落合正宗                  | 菊池城二 | 辻忠直   |
| 第11話 | 11月18日      | 花咲ける騎士道の丘     | 馬嶋満   | 松浦錠平                  | 菊池城二 | 辻忠直   |
| 第12話 | 11月25日      | 金髪の戦士・フィーネ   | 中野顕彰 | 福島和美                  | 野田卓雄 | 原田謙一 |
| 第13話 | 12月2日       | 暗黒魔女との闘い       | 馬嶋満   | 明比正行                  | 菊池城二 | 伊藤岩光 |
| 第14話 | 12月9日       | 怒りの故里 前編        | 馬嶋満   | 松浦錠平                  | 菊池城二 | 辻忠直   |
| 第15話 | 12月16日      | 怒りの故里 後編        | 馬嶋満   | 福島和美                  | 菊池城二 | 辻忠直   |
| 第16話 | 12月23日      | 恐怖の槍試合           | 馬嶋満   | 大町繁                    | 菊池城二 | 原田謙一 |
| 第17話 | 12月30日      | 地獄から来た呪いの剣士 | 馬嶋満   | 生頼昭憲                  | 篠田章   | 伊藤岩光 |
| 第18話 | 1980年 1月6日 | 激戦！この砦を守れ     | 馬嶋満   | 森下孝三                  | 菊池城二 | 原田謙一 |
| 第19話 | 1月13日       | 荒野に咲く花           | 馬嶋満   | 松浦錠平                  | 菊池城二 | 伊藤岩光 |
| 第20話 | 1月20日       | 響け！父の足音         | 馬嶋満   | 福島和美                  | 菊池城二 | 原田謙一 |
| 第21話 | 1月27日       | 赤い夕陽の五人         | 馬嶋満   | 生頼昭憲                  | 野田卓雄 | 伊藤岩光 |
| 第22話 | 2月3日        | 魔女の城の謎           | 馬嶋満   | 大町繁                    | 菊池城二 | 原田謙一 |
| 第23話 | 2月10日       | アドラス山の怪獣       | 馬嶋満   | 松浦錠平                  | 沼尻東   | 伊藤岩光 |
| 第24話 | 2月17日       | 聖なる楯はここに！     | 馬嶋満   | 森下孝三                  | 菊池城二 | 伊藤岩光 |
| 第25話 | 2月24日       | 魔女メデッサを倒せ！   | 馬嶋満   | 福島和美                  | 菊池城二 | 原田謙一 |
| 第26話 | 3月2日        | 悪王ラヴィックの最期？ | 馬嶋満   | 蕪木登喜司                | 篠田章   | 原田謙一 |
| 第27話 | 3月9日        | 地獄からの使者         | 伊東恒久 | 生頼昭憲                  | 野田卓雄 | 内川文広 |
| 第28話 | 3月16日       | ドクロ騎士の正体       | 伊東恒久 | 福島和美                  | 菊池城二 | 原田謙一 |
| 第29話 | 3月23日       | 呪いの赤い雪           | 伊東恒久 | 松浦錠平                  | 沼尻東   | 秦秀信   |
| 第30話 | 3月30日       | 激闘！最後のたたかい   | 馬嶋満   | 森下孝三                  | 菊池城二 | 原田謙一 |

### 燃えろアーサー 白馬の王子
| 話数   | 放送日        | サブタイトル           | 脚本     | 演出       | 作画監督 | 美術     |
| ------ | ------------- | ---------------------- | -------- | ---------- | -------- | -------- |
| 第1話  | 1980年 4月6日 | びっくり！空とぶ怪船   | 馬嶋満   | 蕪木登喜司 | 菊池城二 | 内川文広 |
| 第2話  | 4月13日       | 驚き！熊男現わる       | 馬嶋満   | 生頼昭憲   | 野田卓雄 | 内川文広 |
| 第3話  | 4月20日       | 秘密の金貨に手を出すな | 馬嶋満   | 森下孝三   | 菊池城二 | 原田謙一 |
| 第4話  | 4月27日       | 砂金泥棒を捕えろ！     | 伊東恒久 | 佐々木正広 | 清山滋崇 | 武井明   |
| 第5話  | 5月4日        | 男一匹！ピートを救え   | 馬嶋満   | 森下孝三   | 菊池城二 | 原田謙一 |
| 第6話  | 5月11日       | 命をうばう魔法の花     | 富田祐弘 | 松浦錠平   | 柳瀬譲二 | 原田謙一 |
| 第7話  | 5月18日       | 泣き虫ハンスよ男になれ | 馬嶋満   | 生頼昭憲   | 菊池城二 | 内川文広 |
| 第8話  | 5月25日       | 悪の砦をぶっつぶせ     | 伊東恒久 | 森下孝三   | 菊池城二 | 原田謙一 |
| 第9話  | 6月1日        | にせ者は誰だ！         | 馬嶋満   | 福島和美   | 菊池城二 | 内川文広 |
| 第10話 | 6月15日       | がんばれ野生のポニー   | 富田祐弘 | 生頼昭憲   | 野田卓雄 | 内川文広 |
| 第11話 | 6月22日       | 海賊船から姫を守れ     | 馬嶋満   | 佐々木正広 | 清山滋崇 | 内川文広 |
| 第12話 | 6月29日       | 愛に散ったバラの花     | 伊東恒久 | 森下孝三   | 菊池城二 | 原田謙一 |
| 第13話 | 7月6日        | 謎？北の魔王の正体     | 馬嶋満   | 福島和美   | 菊池城二 | 土田勇   |
| 第14話 | 7月20日       | すばらしき仲間         | 富田祐弘 | 松浦錠平   | 沼尻東   | 内川文広 |
| 第15話 | 7月27日       | 怪奇！幻のギネビア姫   | 馬嶋満   | 佐々木正広 | 菊池城二 | 原田謙一 |
| 第16話 | 8月3日        | 火を吐く竜と少年       | 伊東恒久 | 生頼昭憲   | 落合正宗 | 土田勇   |
| 第17話 | 8月10日       | 謎に包まれた黒馬の騎士 | 馬嶋満   | 森下孝三   | 菊池城二 | 原田謙一 |
| 第18話 | 8月17日       | 輝け妖精の虹           | 馬嶋満   | 福島和美   | 菊池城二 | 土田勇   |
| 第19話 | 8月24日       | 幻の人魚をみた         | 伊東恒久 | 松浦錠平   | 菊池城二 | 原田謙一 |
| 第20話 | 9月7日        | 悲しき雪女の亡霊       | 富田祐弘 | 生頼昭憲   | 長崎重信 | 土田勇   |
| 第21話 | 9月14日       | 激戦！最後の砦         | 馬嶋満   | 松浦錠平   | 落合正宗 | 山口俊和 |
| 第22話 | 9月21日       | アーサー王子の勝利     | 馬嶋満   | 森下孝三   | 菊池城二 | 山口俊和 |

## 放送局
出典は個別に提示されているものを除き、1980年3月中旬 - 1980年4月上旬時点のものを使用する。
- フジテレビ（制作局）：日曜 19:00 - 19:30
- 北海道文化放送：日曜 19:00 - 19:30
- 青森テレビ：金曜 17:30 - 18:00
- テレビ岩手：火曜 17:30 - 18:00（1979年9月） → 火曜 17:10 - 17:40（1979年10月から）[7]
- 仙台放送：日曜 19:00 - 19:30[8]
- 秋田テレビ:日曜 19:00-19:30
- 山形テレビ:日曜 19:00-19:30
- 福島テレビ：日曜 18:00 - 18:30[9]
- 新潟放送：木曜 17:30 - 18:00[10]
- 富山テレビ：日曜 19:00 - 19:30[11]
- 石川テレビ：日曜 19:00 - 19:30[11]
- 福井テレビ：日曜 19:00 - 19:30[11]
- 山梨放送：水曜 17:30 - 18:00
- 長野放送：日曜 19:00 - 19:30
- テレビ静岡：日曜 19:00 - 19:30
- 東海テレビ：日曜 19:00 - 19:30
- 関西テレビ：日曜 19:00 - 19:30
- 山陰中央テレビ：日曜 19:00 - 19:30
- 岡山放送:日曜 19:00 - 19:30
- テレビ新広島：日曜 19:00 - 19:30
- 山口放送：月曜 17:15 - 17:45
- 四国放送：火曜 18:00 - 18:30
- 愛媛放送：日曜 19:00 - 19:30
- 高知放送：火曜 17:30 - 18:00
- テレビ西日本：日曜 19:00 - 19:30
- サガテレビ：日曜 19:00 - 19:30
- テレビ長崎：金曜 17:10 - 17:40
- テレビ熊本：木曜 16:55 - 17:25（1980年3月13日まで）→水曜 17:30 - 18:00（1980年4月時点）[12]
- テレビ大分：水曜 17:30 - 18:00
- テレビ宮崎：火曜 16:55 - 17:25
- 鹿児島テレビ：木曜 17:45 - 18:15
- 沖縄テレビ：日曜 19:00 - 19:30